# 小柳津真由美
小柳津 真由美（おやいづ まゆみ、1月16日- ）は、日本のフリーアナウンサー。静岡県出身。身長：162cm。B：82cm W：58cm H：85cm。O型。
2019年3月末まで日本最大手のテレビショッピングである「ショップチャンネル」においてキャストとして出演していた。